# Cross Mountain, Texas
Cross Mountain là một nơi ấn định cho điều tra dân số (CDP) thuộc quận Bexar, tiểu bang Texas, Hoa Kỳ. Năm 2010, dân số của nơi này là 3124 người.

## Dân số
- Dân số năm 2000: 1524 người.
- Dân số năm 2010: 3124 người.